# El Drago Milenario
El Drago, znan tudi kot Drago Milenario in Drago de Icod de los Vinos, je najstarejši in največji živi primerek Dracaena draco ali navadna zmajevka v Parque del Drago, Icod de los Vinos, Tenerife, Kanarski otoki. Star naj bi bil tisoč let, čeprav je starost sporna. Je eden od simbolov Tenerifa in je bil leta 1917 razglašen za nacionalni spomenik.

## Opis
Je največji in najstarejši živeči primerek Dracaena draco (domače ime zmajevo drevo). Stoji v Parque del Drago, Icod de los Vinos na Tenerifu. Visok je približno 20–21 metrov, z obsegom okoli 20 metrov. Ima več kot 300 glavnih vej. Deblo vsebuje 6 metrov visoko  votlino, dostopno skozi vrata, z nameščenim ventilatorjem, ki zagotavlja prezračevanje. Ocenjuje se, da tehta približno 140 ton. Ko je cvetel leta 1995, je imel okoli 1800 cvetočih vej, njegova teža pa se je med sezono plodov povečala za 3,5 tone.
Je eden od simbolov Tenerifa. Upodobljen je bil na bankovcu za 1000 pezet. Je del grba občine Icod de los Vinos in se pojavlja v lokalnih legendah. Medtem ko Parque del Drago, ki vsebuje drevo, zaračuna vstop, je viden brezplačno z bližnjega mestnega trga. 

## Zgodovina
Starost primerka je sporna. Staro naj bi bilo okoli 800–1000 let. Alexander von Humboldt je podobno drevo na otoku (ki je padlo v neurju leta 1867) ocenil na nekaj tisoč let, ocena profesorjev in študentov Politehnične šole v Zürichu iz leta 1907 pa je bila stara 2500 let, vendar ga je Mägdefrau leta 1975 omejil na 350 let, medtem ko druge študije kažejo, da je star okoli 1000 let.
Leta 1917 je bil razglašen za nacionalni spomenik. V 1930-ih so del podlage zaprli s kamenjem in cementom. Leta 1985 ga je proučeval drevesničar Kenneth Alien, ki je ponovno odprl vhod in namestil velik ventilator v votlino debla, da bi olajšal kroženje zraka in preprečil rast gliv. Leta 1993 je bila cesta, ki je potekala nekaj metrov od drevesa, preusmerjena. Od leta 2002 je obravnavan kot kandidat za seznam svetovne dediščine Unescu.